# مردم گرجی
گرجی‌ها (به گرجی: ქართველები (کارْتْوِلِبی)) یک گروه قومی و ملت بومی قفقاز جنوبی و گرجستان هستند.
گرجی‌ها ۸۳ درصد جمعیت گرجستان را تشکیل می‌دهند و همچنین عده‌ای از آن‌ها در ترکیه عده‌ای دیگر از آن‌ها در آذربایجان بومی هستند. عده‌ای از گرجی‌ها هم از حدود ۵۰۰ سال پیش تاکنون در ایران ساکن اند. کشورهای دیگری که جمعیتی قابل توجه از گرجی‌ها در آن ساکن هستند، عبارتند از: بعضی کشورهای اروپا، ایالات متحده آمریکا، روسیه.
گرجی‌ها اکثراً مسیحی ارتدکس و پیرو کلیسای ارتدکس گرجی هستند و همچنین گرجی‌های ترکیه مسلمان سنی، گرجی‌های ایران مسلمان شیعه هستند.
گرجی‌ها به زبان مادری خود زبان گرجی سخن می‌گویند که زبان رسمی کشور گرجستان بوده و با خط گرجی نوشته می‌شود که یکی از ۱۶ سیستم نوشتاری موجود در جهان است.
گرجی‌ها به سبب جغرافیای سرزمین خود، همواره در حال دفاع در مقابل حملات بیگانگان بوده‌اند که مهم‌ترین و مخرب‌ترین آنها حملات ۲۳گانه صفویان و همچنین حملهٔ آغامحمد خان قاجار به گرجستان بوده است.
گرجی‌ها خود را از نسل کارتلوس می‌دانند و خود را «کارْتْوِلی» (kartveli) می‌خوانند.

## وجه تسمیه
گرجی‌ها خود را کارتْوِلِبی (ქართველები)، کشورشان را ساکارْتْوِلُ (საქართველო ) و زبانشان را کارْتولی(ქართული) می‌نامند زیرا، خاستگاه آن‌ها به کارتلی شهرت دارد، و این نام به کارتلوس، نواده نوح ریشه دارد. اما عده ای بر این باورند که این کلمه از یکی از قبایل اصلی مردمان گرجی باستان، که بعدها به صورت غالب ظاهر شده‌اند، به اسم «کارت»، نشأت گرفته شده است. یونانی‌های باستان گرجی‌هایی، که در قسمت غربی زندگی می‌کردند را، کولخیس و گرجی‌هایی که در قسمت شرقی زندگی می‌کردند را، ایبریا می‌نامند.
اما همانگونه که در مورد اصطلاحات قومی معمول است، ملت‌های دیگر برای گرجی‌ها از نام‌هایی استفاده کرده‌اند. با اشتقاق از کلمهٔ ایوری (ایبری یا همان ایبریا - نام باستانی گرجستان)، ایرانی‌ها و ارمنی‌های باستان، آن‌ها را ویرسهن می‌نامیدند، عرب‌ها و ایرانی‌های زمان حال، آن‌ها را جورجی و گرجی، و غربی‌ها، جرجن، و روس‌ها گروزن می‌نامند. در قدیم ایده‌ای توسط نویسنده قرون وسطایی، ژاک دویتری اهل فرانسه، مطرح شده بود، که اصطلاح گرجی (Georgia) از فرقهٔ محبوب جرجیس در بین مردم گرجی گرفته شده است. اما شاردن فرانسوی نظر دیگری داشت و می‌گفت یونانیان، پس از آشنا شدن با مردم کشاورز گرجستان، آن‌ها را "گئورگوس" (به معنای "کشاورز") و سرزمینشان را "گئورگیا" (به معنای "کشاورزی") نامیدند.
اما همان‌طور که پروفسور الکساندر میکابریدزه اضافه می‌کند، این دو تعریف توسط جامعه علمی رد شده‌اند و به کلمه فارسی "گرگ|گرگان" (gurg)، به عنوان ریشه این اصطلاح اشاره کرد. که بعدها در تعداد زیادی از دیگر زبان‌ها سازگاری پیدا کرده است مانند زبان‌های اسلاوی و اروپایی غربی ویا می‌تواند برگرفته از نزدیکی نواحی باستانی ایران به اسم «گرگان» در نزدیکی گرجستان بوده گرفته شده باشد.
گرجستان نیز در منابع و ملل مختلف به صور متفاوتی نامیده شده است، همانند: آبخاز، ورژن، ورغن، ایبری، گرزن، جورزان، الکرج،  پراکانو، جورجیا، وراچستان و گروزیا. ایرانیان در زمان قدیم، به این سرزمین گُردستان گفته‌اند و سپس در در دوره بعد آن را گرجستان نامیده‌اند. (گرد یعنی پهلوان). در زمان ساسانیان به آن ویروزان می‌گفتند. گرجستان، گردستان، ویروزان، ویروژان، گرزان، گرژان همگی اسامی ایرانی هستند که به این سرزمین گفته می‌شد و ریشه همگی این اسامی به هم نزدیک می‌باشد.

## نژاد
گرجی‌ها از نژاد قفقازی هستند و از نظر انسان‌شناسی به گروه پونتوزاگرس (اقوامی که در ما قبل تاریخ به‌طور پراکنده در «زاگرس» می‌زیسته‌اند) تعلق دارند، تبار نژادی گرجی‌های غربی یعنی کولخیس با یونانی‌ها و تبار نژادی گرجی‌های شرقی یعنی ایبریا با ایرانی‌ها بسیار درآمیخته است، کولخیس در اساطیر یونانی خانهٔ اصلی آئیتس و مدئا و مقصد آرگونوت‌ها بوده و همچنین مکان پیدایش و آغاز اقامت آمازون‌ها. اما ایبریاقفقاز (گرجستان) از هزاران سال همواره تحت نفوذ فرهنگی سیاسی و قومی هخامنشیان ،اشکانیان و ساسانیان بوده، بخصوص در زمان ساسانیان یعنی ساسانیان ایبری؛ خاندان مهران و چهار خاندان بزرگ ایرانی‌تبار خسرویانی‌ها، گوارامی‌ها ،نرسیانی‌ها و باگراتیونی‌ها با پیوند با سایر خاندان‌های منطقه تأثیرات شگرفت و بزرگی در تحولات ایبریا قفقاز (گرجستان) داشته‌اند به طوریکه سلسله فرمانروایی‌ها تا قرن نوزدهم میلادی همواره تحت تأثیر این خاندانها بوده است. گرجی‌ها که یکی از اقوام منحصر به فرد آسیا و اروپا به‌شمار می‌آیند، امروزه مورد توجه تاریخ نویسان و باستان شناسان قرار گرفته‌اند. این امر نتیجهٔ غنا و تنوع فرهنگ باستانی آن‌ها و تداوم اجتماعی به هم پیوستهٔ آنان می‌باشد.

## زبان
زبان گرجی زبان رایج و رسمی گرجستان است، که در زمرهٔ زبان‌های قفقازی بوده ولی به‌طور کلی کلمات و اصطلاحات و نامهای بسیاری از پارسی کهن (مادها، هخامنشیان، اشکانیان، ساسانیان) هم وارد این زبان شده است. زبان گرجی، زبانی پیچیده و صرفی و مورد علاقهٔ زبان شناسان می‌باشد. این زبان دارای سیستم نوشتاری مخصوص می‌باشد، که خط گرجی نامیده می‌شود و شامل سه الفبای هم ارز است که عبارت اند از: آسُمْتاوْرولی، نوسْخوری و مْخِدْرولی، که امروزه فقط مخدرولی مورد استفاده رسمی و وسیع قرار دارد. الفبای گرجی کنونی از ۳۳ حرف تشکیل یافته است (و هیچ‌یک از اشکال صوتی یا نوشتاری در آن تکرار نمی‌شود) که در طول حیات خود سه مرحله تغییر و تکامل را طی کرده است.

## تاریخ
گرجی‌ها، برخاسته از کولخیس (کُلخِتی، به گرجی: კოლხეთი) و ایبریا (ایبِریئیسْ سامِپُ، به گرجی: იბერიის სამეფო) از اروپای باستان هستند. کولخیس با یونان باستان در ارتباط بودند در حالی که، ایبریا در نفوذ فرهنگی و سیاسی شاهنشاهی هخامنشی، اشکانی و ساسانی بود. در قرن ۴ میلادی، گرجی‌ها جزو اولین اقوامی بودند که دین مسیحیت را پذیرفتند و امروزه اکثراً مسیحی ارتدکس و پیرو کلیسای ارتدکس گرجی هستند. گرجی‌ها قبل از گرویدن به مسیحیت در آیین دین‌های ایرانی بخصوص زرتشتی بوده‌اند، آتشگاه تفلیس در تفلیس قدیم با ۱۶۰۰ سال قدمت یکی از آثار باستانی شهر تفلیس هست.
ایبریا (گرجستان) در زمان ساسانیان به عنوان ساسانیان ایبری توسط خاندان مهران که معروف به سلسله پادشاهی خسرویانی‌ها بودند مسیحیت را دین رسمی اعلام کردند و کلیساهای بسیاری در آن زمان ساخته شد. تأسیس و ساخت شهر تفلیس نیز به فرمان واختانگ یکم از سلسله پادشاهی خسرویانی‌ها می‌باشد.
همچنین گرجی‌های ترکیه مسلمان سنی، گرجی‌های ایران مسلمان شیعه هستند. قرار گرفتن در قفقاز در چهار راه قاره‌ای اروپا و آسیا، مردمان قرون وسطای میانه نظاره‌گر مردمان گرجی بودند که پادشاهی گرجستان را در سال ۱۰۰۸ میلادی تشکیل دادند. پادشاهی پن-قفقاز (the pan-Caucasian empire)، بعدها دوره طلایی گرجستان را در اوج قدرت سیاسی و فرهنگی این کشور کلید زد. دوران طلایی گرجستان به همین ترتیب ادامه داشت تا این‌که عواملی مانند حمله و هجوم مغول‌ها، حملهٔ تیمور لنگ، سقوط قسطنطنیه (پایان امپراتوری بیزانس) و مرگ گیورگی پنجم بزرگ (გიორგი V ბრწყინვალე: کسی که توانست بعد از ۱۰۰ سال ویرانی‌هایی که مغول‌ها به‌جا گذاشته بودند دوباره کشور را به همان قدرت و ثبات سیاسی برساند و آخرین پادشاه بزرگ گرجستان) در سال ۱۳۴۶ در بین قرون ۱۳ تا ۱۵ میلادی، این کشور را به سمت فروپاشی کشاندند.
در بین دوران مدرن نخستین، مردم گرجی از نظر سیاسی تحت سلطهٔ امپراتوری عثمانی و سلسله‌های پی در پی ایران درآمدند. بنابر این، مردم گرجی شروع به پیدا کردن متحدان برای خود شدند و روسیه را به عنوان متحدی جایگزین برای امپراتوری بیزانس (که توسط عثمانی‌ها نابود شد) از نقطه نظر افق سیاسی دیدند. پادشاهان گرجستان و سزارهای روسیه، ۱۷ سفارتخانه باهم مبادله کردند که در سال ۱۷۸۳ به اوج خود رسید زمانی که، ایراکلی دوم، از پادشاهی شرقی کارتلی-کاختی، اتحاد بین این دو کشور را نهایی کرد. هرچند نتیجه معکوس داشت زیرا طرف روسی تمایلی برای اجرای بندهای معاهده نداشت و در سال ۱۸۰۱، کشور روسیه اقدام به الحاق این کشور آشفته به مرزهای خود به همراه پادشاهی ایمرتی در سال ۱۸۱۰ کرد. پس از این واقعه تلاش‌های متعددی برای احیای دولت انجام گرفت اما، همگی ناکام ماندند و مشهودترین این تلاش‌ها، توطئه ۱۸۳۲می‌باشد. سرانجام حاکمیت روسیه بر گرجستان طی معاهدات صلح با ایران و عثمانی، به رسمیت شناخته شد و قسمت‌های دیگر گرجستان به آرامی و تکه‌تکه جذب روسیه شد. به‌طور خلاصه، مردم گرجی استقلال خود را تحت عنوان جمهوری دموکراتیک گرجستان در حدود سال‌های ۱۹۱۸ تا ۱۹۲۱ اعلام کردند و در نهایت در سال ۱۹۹۱ از اتحاد جماهیر شوروی جدا شدند و به استقلال رسیدند.

## توصیفات جهانگردان کهن
شاردن می‌نویسد:
«گرجی‌ها به طبع هوشمند، مستعد و لایق می‌باشند و اگر در تعلیم و تربیت آنان اهتمام به عمل آید از میان آنان صنعتگران، استادان، دانشمندان و پژوهشگران بزرگ در همهٔ رشته‌ها و زمینه‌ها پدید می‌آید. گرجی‌ها مقتدر، عظیم، پرهیبت، مغرور و متکبرند… گرجی‌ها مردمانی سخت کوش، سرکش، بی‌باک و چالاک‌اند…»
«گرجی‌ها در رفتار انفرادی و زندگی اجتماعی خود طی قرن‌ها یک سری ویژگی‌های منحصر به فردی یافته‌اند که در بعضی از آن‌ها با همسایگان خود از لحاظ میراث قفقازی در مورد شرافت، مهمان نوازی، وفاداری قبیله‌ای و… مشترک اند و بعضی دیگر از این ویژگی‌ها مربوط به احساسات ملی و سنت‌های باستانی ملت گرج است، در مقایسه با همسایگان روس و مسلمان خویش ازلحاظ غرور و حتی رفتار متکی بر برتری‌های فرهنگی، متمایز هستند. در گرجستان هر فرد روستایی مانند یک شاهزاده رفتار می‌کند، در عقاید شخصی خود اصرار می‌ورزند، سخنرانان ماهری هستند و به بحث علاقهٔ وافر دارند. در اسب سواری، تیراندازی، جنگ‌های چریکی و همچنین به عنوان گله دار و پرورش دهندگان و نوشندگان شراب ناب مشهورند… از هوش و ذکاوت بسیار، بذله گویی و حاضرجوابی بهره مندند».
ژان باتیست تاورنیه در سفرنامهٔ خود چنین می‌نویسد:
«گرجی‌ها مسافرت را خیلی دوست می‌دارند و تجّار بزرگ ماهری هستند. در فن تیر و کمان مهارتشان حیرت‌انگیز است و معروف اند به این که بهترین سربازان و جنگجویان تمام آسیا هستند».